# Melton West
Melton West är en del av en befolkad plats i Australien. Den ligger i kommunen Melton och delstaten Victoria, omkring 38 kilometer nordväst om delstatshuvudstaden Melbourne. Antalet invånare är 10 381.
Runt Melton West är det ganska tätbefolkat, med 90 invånare per kvadratkilometer.. Närmaste större samhälle är Melton, nära Melton West. 
Trakten runt Melton West består i huvudsak av gräsmarker. Genomsnittlig årsnederbörd är 971 millimeter. Den regnigaste månaden är juni, med i genomsnitt 115 mm nederbörd, och den torraste är januari, med 34 mm nederbörd.